# Incidente de Fecho dos Morros
O incidente de Fecho dos Morros iniciou-se em 14 de outubro de 1850, na Ilha Fecho dos Morros, localizada no Rio Paraguai, a cerca de 25 quilômetros da cidade de Porto Murtinho, atual estado de Mato Grosso do Sul, Brasil. O incidente foi o resultado da investida de 800 soldados paraguaios contra um destacamento de 35 soldados brasileiros enviados à ilha para tomar posse e garantir que a região estivesse em território nacional. Os brasileiros foram expulsos em um primeiro momento. Meses depois, em dezembro daquele ano, tropas do capitão José Joaquim de Carvalho compostas por índios Guaicurus reconquistaram a ilha, expulsando os paraguaios de lá. O incidente foi resolvido de forma diplomática.